# Copa Presidente de la AFC 2010
La Copa Presidente de la AFC del 2010 fue la sexta edición del tercer torneo de clubes de fútbol de Asia más importante organizado por la AFC. La sede de la ronda final fue Birmania.
El Yadanabon de Birmania venció en la final al Dordoi-Dynamo de Kirguistán para ser campeón por primera vez.

## Participantes por asociación
| Zona Oeste Asiático | Zona Oeste Asiático    | Zona Oeste Asiático | Zona Oeste Asiático  | Zona Oeste Asiático  | Zona Oeste Asiático  | Zona Oeste Asiático | Zona Oeste Asiático | Zona Oeste Asiático |
| Asociación          | Asociación             | Puntos              | AFC Champions League | AFC Champions League | AFC Champions League | AFC Cup             | AFC Cup             | AFC President's Cup |
| Asociación          | Asociación             | Puntos              | Fase de Grupos       | Ronda Play-Off       | Ronda Previa         | Fase de Grupos      | Ronda Play-Off      | Fase de Grupos      |
| ------------------- | ---------------------- | ------------------- | -------------------- | -------------------- | -------------------- | ------------------- | ------------------- | ------------------- |
| 1                   | Arabia Saudíta         | 365                 | 4                    |                      |                      |                     |                     |                     |
| 2                   | Emiratos Árabes Unidos | 356                 | 3                    |                      | 1                    |                     |                     |                     |
| 3                   | Irán                   | 340                 | 4                    |                      |                      |                     |                     |                     |
| 4                   | Uzbekistán             | 289                 | 2                    |                      |                      |                     | 1                   |                     |
| 5                   | Catar                  | 270                 | 2                    |                      |                      |                     | 1                   |                     |
| 6                   | India                  | 202                 |                      | 1                    |                      | 1                   |                     |                     |
| 7                   | Siria                  | -                   |                      |                      | +1                   | 2                   |                     |                     |
| 8                   | Kuwait                 | -                   |                      |                      |                      | 2+1                 |                     |                     |
| 9                   | Jordania               | -                   |                      |                      |                      | 2                   |                     |                     |
| 10                  | Líbano                 | -                   |                      |                      |                      | 2                   |                     |                     |
| 11                  | Omán                   | -                   |                      |                      |                      | 2                   |                     |                     |
| 12                  | Yemen                  | -                   |                      |                      |                      | 2                   |                     |                     |
| 13                  | Baréin                 | -                   |                      |                      |                      | 1                   |                     |                     |
| 14                  | Irak                   | -                   |                      |                      |                      | x                   |                     |                     |
| 15                  | Bután                  | -                   |                      |                      |                      |                     |                     | 1                   |
| 16                  | Kirguistán             | -                   |                      |                      |                      |                     |                     | 1                   |
| 17                  | Nepal                  | -                   |                      |                      |                      |                     |                     | 1                   |
| 18                  | Pakistán               | -                   |                      |                      |                      |                     |                     | 1                   |
| 19                  | Sri Lanka              | -                   |                      |                      |                      |                     |                     | 1                   |
| 20                  | Tayikistán             | -                   |                      |                      |                      |                     |                     | 1                   |
| 21                  | Turkmenistán           | -                   |                      |                      |                      |                     |                     | 1                   |
| 22                  | Afganistán             | -                   |                      |                      |                      |                     |                     | 0                   |
| 23                  | Palestina              | -                   |                      |                      |                      |                     |                     | 0                   |
| Total Participantes | Total Participantes    | Total Participantes | 15                   | 1                    | 2                    | 15+2                | 2                   | 7                   |
| Total Participantes | Total Participantes    | Total Participantes | 18                   | 18                   | 18                   | 19                  | 19                  | 7                   |

- Siria tuvo un cupo extra en la Liga de Campeones de la AFC debido a que tenían al subcampeón vigente de la AFC Cup
- Kuwait tuvo un cupo extra en la fase de grupos de la Copa AFC debido a que tenían al campeón vigente y no tuvo licencias para la Liga de Campeones de la AFC
- Irak fue suspendido por la FIFA y no tuvo representación en torneos AFC
- Uzbekistán y Catar subieron una ronda en la Copa AFC debido a la suspensión de Irak
- Baréin tenía 2 cupos para la Copa AFC pero uno se retiró y no fue reemplazado
- Afganistán y Palestina eran elegibles para la Copa Presidente de la AFC pero desistieron su participación
- Bután geográficamente pertenece a la Zona Este

| Zona Este Asiático  | Zona Este Asiático  | Zona Este Asiático  | Zona Este Asiático   | Zona Este Asiático   | Zona Este Asiático   | Zona Este Asiático | Zona Este Asiático | Zona Este Asiático  |
| Asociación          | Asociación          | Puntos              | AFC Champions League | AFC Champions League | AFC Champions League | AFC Cup            | AFC Cup            | AFC President's Cup |
| Asociación          | Asociación          | Puntos              | Fase de Grupos       | Ronda Play-Off       | Ronda Previa         | Fase de Grupos     | Ronda Play-Off     | Fase de Grupos      |
| ------------------- | ------------------- | ------------------- | -------------------- | -------------------- | -------------------- | ------------------ | ------------------ | ------------------- |
| 1                   | Japón               | 470                 | 4                    |                      |                      |                    |                    |                     |
| 2                   | República de Corea  | 441                 | 4                    |                      |                      |                    |                    |                     |
| 3                   | China               | 431                 | 4                    |                      |                      |                    |                    |                     |
| 4                   | Australia           | 343                 | 2                    |                      |                      |                    |                    |                     |
| 5                   | Indonesia           | 296                 | 1                    |                      | 1                    | 0+1                |                    |                     |
| 6                   | Singapur            | 279                 |                      |                      | 1                    | 1                  |                    |                     |
| 7                   | Tailandia           | 221                 |                      |                      | 1                    | 1                  |                    |                     |
| 8                   | Vietnam             | 191                 |                      |                      | 1                    | 1                  |                    |                     |
| 9                   | Hong Kong           |                     |                      |                      |                      | 2                  |                    |                     |
| 10                  | Maldivas            |                     |                      |                      |                      | 2                  |                    |                     |
| 11                  | Malasia             |                     |                      |                      |                      | 2-1                |                    |                     |
| 12                  | Bangladés           |                     |                      |                      |                      |                    |                    | 1                   |
| 13                  | Birmania            |                     |                      |                      |                      |                    |                    | 1                   |
| 14                  | Camboya             |                     |                      |                      |                      |                    |                    | 1                   |
| 15                  | Taiwán              |                     |                      |                      |                      |                    |                    | 1                   |
| 16                  | Brunéi Darussalam   |                     |                      |                      |                      |                    |                    | 0                   |
| 17                  | Filipinas           |                     |                      |                      |                      |                    |                    | 0                   |
| 18                  | Guam                |                     |                      |                      |                      |                    |                    | 0                   |
| 19                  | Laos                |                     |                      |                      |                      |                    |                    | 0                   |
| 20                  | Macao               |                     |                      |                      |                      |                    |                    | 0                   |
| 21                  | Mongolia            |                     |                      |                      |                      |                    |                    | 0                   |
| 22                  | RPD Corea           |                     |                      |                      |                      |                    |                    | 0                   |
| 23                  | Timor Oriental      |                     |                      |                      |                      |                    |                    | 0                   |
| Total Participantes | Total Participantes | Total Participantes | 15                   | 0                    | 4                    | 9+3                | 0                  | 4                   |
| Total Participantes | Total Participantes | Total Participantes | 19                   | 19                   | 19                   | 12                 | 12                 | 4                   |

- Los tres perdedores de la Ronda de Play-Off y Ronda Previa de la Liga de Campeones de la AFC pasaron a la fase de grupos de la AFC
- Malasia tenía 2 cupos para la Copa AFC pero uno se retiró y fue reemplazado por un equipo de Indonesia
- Brunéi Darussalam, Filipinas, Guam, Laos, Macao, Mongolia RPD Corea y Timor Oriental eran elegibles para la Copa Presidente de la AFC pero desistieron su participación
- Maldivas geográficamente pertenece a la Zona Oeste

## Sedes
| Rangún            | Rangún            | Dhaka                        |
| ----------------- | ----------------- | ---------------------------- |
| Thuwunna Stadium  | Aung San Stadium  | Bangabandhu National Stadium |
| Capacidad: 32,000 | Capacidad: 40,000 | Capacidad: 36,000            |
|                   |                   |                              |

## Fase de grupos

### Grupo A
Todos los partidos se jugaron en Bangladés.
| Pos. | Equipo              | Pts. | PJ | G | E | P | GF | GC | Dif. | Clasificación |
| ---- | ------------------- | ---- | -- | - | - | - | -- | -- | ---- | ------------- |
| 1    | Dordoi-Dynamo       | 7    | 3  | 2 | 1 | 0 | 8  | 0  | +8   | Semifinales   |
| 2    | Abahani Limited (H) | 5    | 3  | 1 | 2 | 0 | 2  | 0  | +2   |               |
| 3    | New Road Team       | 3    | 3  | 1 | 0 | 2 | 4  | 8  | −4   |               |
| 4    | Hasus TSU           | 1    | 3  | 0 | 1 | 2 | 3  | 9  | −6   |               |

 Fuente: 
| 12 de mayo de 2010 | Dordoi-Dynamo                                      | 5 – 0 | Hasus NTCPE | Bangabandhu National Stadium, Dhaka                     |                                                         |
|                    | Tetteh 14' 45+3' · Amirov 76' 90' · Muladjanov 82' | [http://www.the-afc.com/en/component/joomleague/?view=report&compID=390&matchId=2961 (enlace roto disponible en Internet Archive; véase el historial, la primera versión y la última). Reporte] |             | Asistencia: 1.000 espectadores Árbitro(s): Pratap Singh | Asistencia: 1.000 espectadores Árbitro(s): Pratap Singh |

| 12 de mayo de 2010 | Abahani Limited    | 2 – 0 | New Road Team | Bangabandhu National Stadium, Dhaka                     |                                                         |
|                    | Haq 28' 70' (pen.) | [http://www.the-afc.com/en/component/joomleague/?view=report&compID=390&matchId=2962 (enlace roto disponible en Internet Archive; véase el historial, la primera versión y la última). Reporte] |               | Asistencia: 5.500 espectadores Árbitro(s): Kim Sang-Woo | Asistencia: 5.500 espectadores Árbitro(s): Kim Sang-Woo |

| 14 de mayo de 2010 | New Road Team | 0 – 3 | Dordoi-Dynamo    | Bangabandhu National Stadium, Dhaka                      |                                                          |
|                    |               | [http://www.the-afc.com/en/component/joomleague/?view=report&compID=390&matchId=2960 (enlace roto disponible en Internet Archive; véase el historial, la primera versión y la última). Reporte] | Volos 6' 75' 86' | Asistencia: 1,500 espectadores Árbitro(s): Apisit Aonrak | Asistencia: 1,500 espectadores Árbitro(s): Apisit Aonrak |

| 14 de mayo de 2010 | Hasus NTCPE | 0 – 0 | Abahani Limited | Bangabandhu National Stadium, Dhaka                            |                                                                |
|                    |             | [http://www.the-afc.com/en/component/joomleague/?view=report&compID=390&matchId=2959 (enlace roto disponible en Internet Archive; véase el historial, la primera versión y la última). Reporte] |                 | Asistencia: 2,500 espectadores Árbitro(s): Dilovarshoh Orzuyev | Asistencia: 2,500 espectadores Árbitro(s): Dilovarshoh Orzuyev |

| 16 de mayo de 2010 | Hasus NTCPE                           | 3 – 4 | New Road Team                                             | Bangabandhu National Stadium, Dhaka                    |                                                        |
|                    | Su De-Cai 17' 58' · Chen Po-Liang 61' | [http://www.the-afc.com/en/component/joomleague/?view=report&compID=390&matchId=2957 (enlace roto disponible en Internet Archive; véase el historial, la primera versión y la última). Reporte] | Shrestha 43' · Shayan 45+2' · Sinkemana 77' · Neupane 81' | Asistencia: 600 espectadores Árbitro(s): Apisit Aonrak | Asistencia: 600 espectadores Árbitro(s): Apisit Aonrak |

| 16 de mayo de 2010 | Abahani Limited | 0 – 0 | Dordoi-Dynamo | Bangabandhu National Stadium, Dhaka                     |                                                         |
|                    |                 | [http://www.the-afc.com/en/component/joomleague/?view=report&compID=390&matchId=2958 (enlace roto disponible en Internet Archive; véase el historial, la primera versión y la última). Reporte] |               | Asistencia: 2,000 espectadores Árbitro(s): Kim Sang-Woo | Asistencia: 2,000 espectadores Árbitro(s): Kim Sang-Woo |

### Grupo B
Todos los partidos se jugaron en Birmania.
| Pos. | Equipo              | Pts. | PJ | G | E | P | GF | GC | Dif. | Clasificación |
| ---- | ------------------- | ---- | -- | - | - | - | -- | -- | ---- | ------------- |
| 1    | Vakhsh Qurghonteppa | 9    | 3  | 3 | 0 | 0 | 10 | 0  | +10  | Semifinales   |
| 2    | KRL                 | 3    | 3  | 1 | 0 | 2 | 3  | 4  | −1   |               |
| 3    | Naga Corp           | 3    | 3  | 1 | 0 | 2 | 5  | 7  | −2   |               |
| 4    | Renown              | 3    | 3  | 1 | 0 | 2 | 4  | 11 | −7   |               |

 Fuente: 
| 10 de mayo de 2010 | Naga Corp    | 1 – 2 | KRL                | Aung San Stadium, Rangún                                      |                                                               |
|                    | Chen Chum 9' | [http://www.the-afc.com/en/component/joomleague/?view=report&compID=390&matchId=2955 (enlace roto disponible en Internet Archive; véase el historial, la primera versión y la última). Reporte] | Kaleemullah 4' 30' | Asistencia: 300 espectadores Árbitro(s): Salah Abbas Alabbasi | Asistencia: 300 espectadores Árbitro(s): Salah Abbas Alabbasi |

| 10 de mayo de 2010 | Vakhsh                                                            | 6 – 0 | Renown SC | Thuwunna Stadium, Rangún                                 |                                                          |
|                    | Usmonov 57' 72' 82' · Negmatov 59' · Hakimov 60' · Hamrakulov 75' | [http://www.the-afc.com/en/component/joomleague/?view=report&compID=390&matchId=2956 (enlace roto disponible en Internet Archive; véase el historial, la primera versión y la última). Reporte] |           | Asistencia: 200 espectadores Árbitro(s): Hedayat Mombeni | Asistencia: 200 espectadores Árbitro(s): Hedayat Mombeni |

| 12 de mayo de 2010 | KRL | 0 – 1 | Vakhsh      | Aung San Stadium, Rangún                             |                                                      |
|                    |     | [http://www.the-afc.com/en/component/joomleague/?view=report&compID=390&matchId=2953 (enlace roto disponible en Internet Archive; véase el historial, la primera versión y la última). Reporte] | Usmonov 63' | Asistencia: 200 espectadores Árbitro(s): Azad Rahman | Asistencia: 200 espectadores Árbitro(s): Azad Rahman |

| 12 de mayo de 2010 | Renown SC                             | 2 – 4 | Naga Corp                       | Thuwunna Stadium, Rangún                                  |                                                           |
|                    | Izzathul Anam 72' · Shanmugarajah 88' | [http://www.the-afc.com/en/component/joomleague/?view=report&compID=390&matchId=2954 (enlace roto disponible en Internet Archive; véase el historial, la primera versión y la última). Reporte] | Vathanak 8' 13' 29' · Sambo 90' | Asistencia: 50 espectadores Árbitro(s): Ali Mahmut Shaban | Asistencia: 50 espectadores Árbitro(s): Ali Mahmut Shaban |

| 14 de mayo de 2010 | Vakhsh                                     | 3 – 0 | Naga Corp | Thuwunna Stadium, Rangún                                      |                                                               |
|                    | Sodikov 44' · Usmonov 64' · Hamrakulov 75' | [http://www.the-afc.com/en/component/joomleague/?view=report&compID=390&matchId=2952 (enlace roto disponible en Internet Archive; véase el historial, la primera versión y la última). Reporte] |           | Asistencia: 100 espectadores Árbitro(s): Salah Abbas Alabbasi | Asistencia: 100 espectadores Árbitro(s): Salah Abbas Alabbasi |

| 14 de mayo de 2010 | KRL       | 1 – 2 | Renown SC                             | Aung San Stadium, Rangún                                 |                                                          |
|                    | Ahmed 80' | [http://www.the-afc.com/en/component/joomleague/?view=report&compID=390&matchId=2951 (enlace roto disponible en Internet Archive; véase el historial, la primera versión y la última). Reporte] | Fazlur Rahman 56' · Shanmugarajah 69' | Asistencia: 100 espectadores Árbitro(s): Hedayat Mombeni | Asistencia: 100 espectadores Árbitro(s): Hedayat Mombeni |

### Grupo C
Todos los partidos se jugaron en Birmania.
| Pos. | Equipo        | Pts. | PJ | G | E | P | GF | GC | Dif. | Clasificación |
| ---- | ------------- | ---- | -- | - | - | - | -- | -- | ---- | ------------- |
| 1    | Yadanabon (H) | 4    | 2  | 1 | 1 | 0 | 11 | 0  | +11  | Semifinales   |
| 2    | HTTU Aşgabat  | 4    | 2  | 1 | 1 | 0 | 8  | 0  | +8   | Semifinales   |
| 3    | Druk Star     | 0    | 2  | 0 | 0 | 2 | 0  | 19 | −19  |               |

 Fuente: 
| 9 de mayo de 2010 | HTTU                                                                                    | 8 – 0 | Druk Star FC | Thuwunna Stadium, Rangún                              |                                                       |
|                   | Sarkisow 20' · Amanow 40' 83' · Şamyradow 56' (pen.) 86' 89' (pen.) 90+1' · Gazakow 88' | [http://www.the-afc.com/en/component/joomleague/?view=report&compID=390&matchId=2950 (enlace roto disponible en Internet Archive; véase el historial, la primera versión y la última). Reporte] |              | Asistencia: 500 espectadores Árbitro(s): Ko Hyung Jin | Asistencia: 500 espectadores Árbitro(s): Ko Hyung Jin |

| 11 de mayo de 2010 | Druk Star FC | 0 – 11 | Yadanabon | Thuwunna Stadium, Rangún                                    |                                                             |
|                    |              | [http://www.the-afc.com/en/component/joomleague/?view=report&compID=390&matchId=2949 (enlace roto disponible en Internet Archive; véase el historial, la primera versión y la última). Reporte] | Aung Kyaw Moe 4' · Paing Soe 18' 26' 28' 34' · Yan Paing 20' 33' 43' · Ye Zaw Htet Aung 24' · Aye Moe 60' · Htet Naing Win 69' | Asistencia: 5.000 espectadores Árbitro(s): Ebrahim Zakareya | Asistencia: 5.000 espectadores Árbitro(s): Ebrahim Zakareya |

| 13 de mayo de 2010 | Yadanabon | 0 – 0 | HTTU | Thuwunna Stadium, Rangún                               |                                                        |
|                    |           | [http://www.the-afc.com/en/component/joomleague/?view=report&compID=390&matchId=2948 (enlace roto disponible en Internet Archive; véase el historial, la primera versión y la última). Reporte] |      | Asistencia: 10.000 espectadores Árbitro(s): Ng Kai Lam | Asistencia: 10.000 espectadores Árbitro(s): Ng Kai Lam |

## Fase Final
Todos los partidos se jugaron en Birmania.
|  | Semifinales         | Semifinales         | Semifinales         |                     |           | Final     | Final    | Final |  |
|  |                     |                     |                     |                     |           |           |          |       |  |
|  |                     |                     |                     |                     |           |           |          |       |  |
|  | Vakhsh              | Vakhsh              | 0                   |                     |           |           |          |       |  |
|  | Vakhsh              | Vakhsh              | 0                   |                     |           |           |          |       |  |
|  | Yadanabon           | Yadanabon           | 2                   |                     |           |           |          |       |  |
|  | Yadanabon           | Yadanabon           | 2                   |                     | Yadanabon | Yadanabon | 1 (t.e.) |       |  |
|  |                     |                     |                     |                     | Yadanabon | Yadanabon | 1 (t.e.) |       |  |
|  |                     |                     | Dordoi-Dynamo Naryn | Dordoi-Dynamo Naryn | 0         |           |          |       |  |
|  | Dordoi-Dynamo Naryn | Dordoi-Dynamo Naryn | Dordoi-Dynamo Naryn | Dordoi-Dynamo Naryn | 0         | 2         |          |       |  |
|  | Dordoi-Dynamo Naryn | Dordoi-Dynamo Naryn |                     |                     |           | 2         |          |       |  |
|  | HTTU                | HTTU                | 0                   |                     |           |           |          |       |  |
|  | HTTU                | HTTU                | 0                   |                     |           |           |          |       |  |
|  |                     |                     |                     |                     |           |           |          |       |  |

### Semifinales
| 24 de septiembre de 2010 | Vakhsh | 0 – 2 | Yadanabon                     | Thuwunna Stadium, Rangún                                         |                                                                  |
|                          |        | [http://www.the-afc.com/en/component/joomleague/?view=report&compID=390&matchId=3150 (enlace roto disponible en Internet Archive; véase el historial, la primera versión y la última). Reporte] | Paing 44' · Aung Kyaw Moe 77' | Asistencia: 18,400 espectadores Árbitro(s): Saeid Mozaffarizadeh | Asistencia: 18,400 espectadores Árbitro(s): Saeid Mozaffarizadeh |

| 24 de septiembre de 2010 | Dordoi-Dynamo Naryn      | 2 – 0 | HTTU | Thuwunna Stadium, Rangún                               |                                                        |
|                          | Tetteh 71' · Murzaev 72' | [http://www.the-afc.com/en/component/joomleague/?view=report&compID=390&matchId=3151 (enlace roto disponible en Internet Archive; véase el historial, la primera versión y la última). Reporte] |      | Asistencia: 550 espectadores Árbitro(s): Ali Abdulnabi | Asistencia: 550 espectadores Árbitro(s): Ali Abdulnabi |

### Final
| 26 de septiembre de 2010 | Yadanabon | 1 – 0 (t. s.) | Dordoi-Dynamo | Thuwunna Stadium, Rangún                                           |                                                                    |
|                          | Kone 98'  | [http://www.the-afc.com/en/component/joomleague/?view=report&compID=390&matchId=3149 (enlace roto disponible en Internet Archive; véase el historial, la primera versión y la última). Reporte] |               | Asistencia: 23.720 espectadores Árbitro(s): Subkhiddin Mohd Salleh | Asistencia: 23.720 espectadores Árbitro(s): Subkhiddin Mohd Salleh |

## Campeón
| Bandera de Birmania   |
| Yadanabon 1.er título |